# قاموس ريوكاي
قاموس ريوكاي (باليابانية: 了解辞典، بالروماجي: Ryōkai-jiten) هو قاموس ياباني عربي - عربي ياباني إلكتروني مجاني لمؤلفَيْه هارون السوالقة وهشام عمر، ظهر القاموس في عام 2010.
يضم القاموس حسب إحصائيات موقعه ما يزيد عن 70 ألف مفردة، و50 ألف مثال توضيحي، وصوراً تفاعلية لتعلم مقاطع كانجي.

## وصلات خارجية
- موقع قاموس ريوكاي